# Rolls-Royce Sweptail

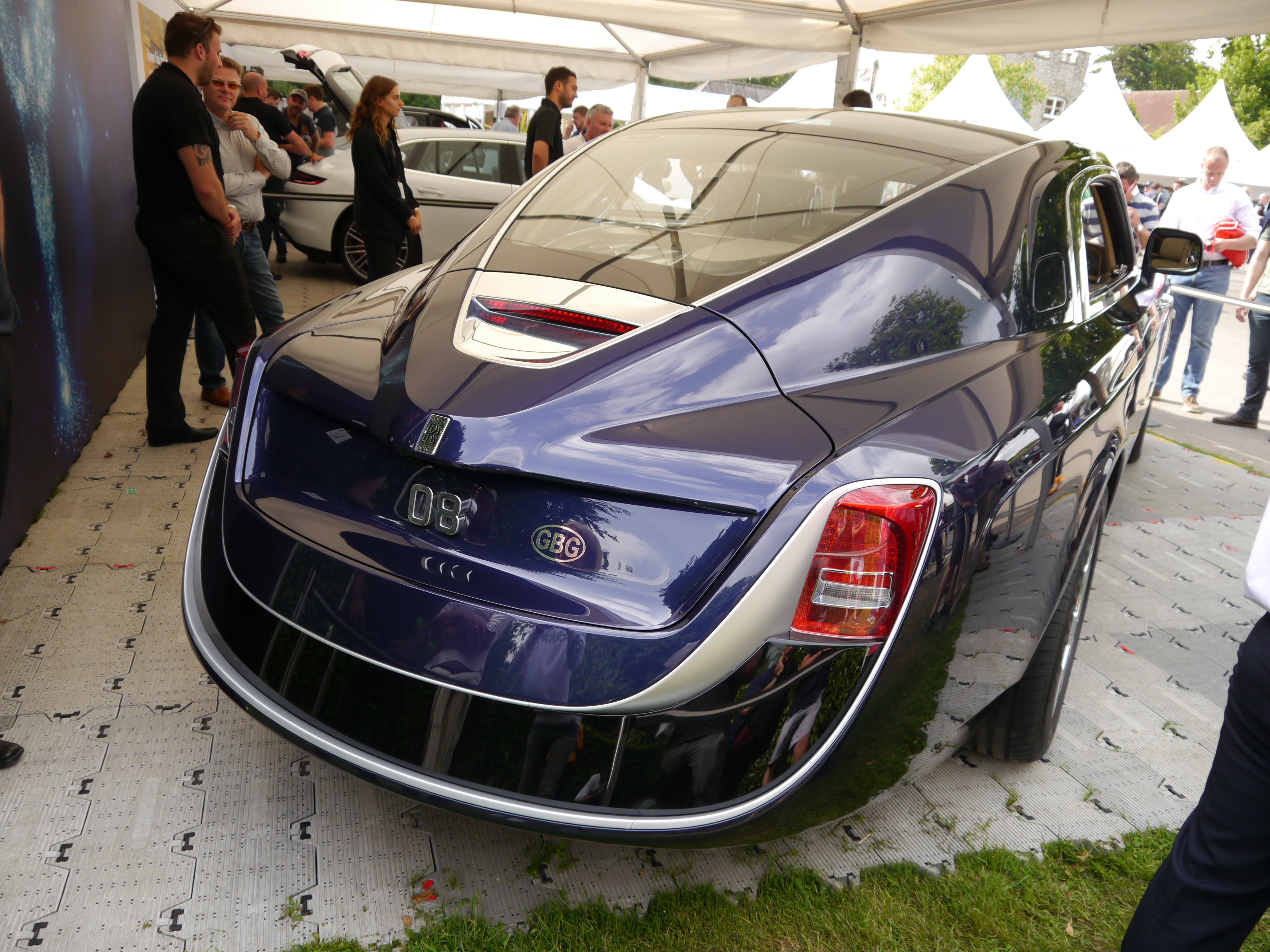
Heckansicht

Der Rolls-Royce Sweptail ist ein luxuriöses Einzelexemplar eines Automobils, das Rolls-Royce Motor Cars herstellte. Das Fahrzeug wurde im Mai 2017 beim jährlichen Concorso d’Eleganza Villa d’Este der Öffentlichkeit vorgestellt.

## Geschichte und Beschreibung
Der zweisitzige Sweptail wurde ab 2013 als Einzelstück auf Anfrage eines Kunden hergestellt, der die Idee für das Fahrzeug hatte. Inspiriert wurde das Vorhaben vom Karosseriebau der 1920er und 1930er Jahre sowie durch Boote: Die Grundform soll bootsförmig sein, das fließend abfallende Heck ahmt das Heck klassischer Rennyachten nach, und der Innenraum zeigt vielfach lackierte Edelholzelemente (Paldao, Macassar-Ebenholz).
Der Wagen mit Panoramadach basiert auf dem Rolls-Royce Phantom Coupé. Er wurde über vier Jahre von Hand gebaut; der Kühlergrill und auch die Zulassungsziffern hinten sind aus massivem Aluminium gefräst. Bei seinem Debüt war er mit rund 12,8 Millionen US-Dollar das teuerste neue Automobil der Welt.
Giles Taylor, ehemaliger Designdirektor bei Rolls-Royce Motor Cars, beschrieb das Fahrzeug als „das automobile Äquivalent zur Haute Couture“. Dabei werde bestmöglich der Geschmack des Kunden getroffen, auch wenn er eigenwillig sei. Taylor plante den Ausbau solcher Sonderanfertigungen. Nach der Vorstellung des Wagens begann Rolls-Royce mit der Entwicklung des Cabrios Boat Tail auf Basis der achten Generation des Phantom; das Cabrio wurde 2021 vorgestellt.
Im Jahr 2019 wurde der Sweptail als teuerster Neuwagen vom Bugatti La Voiture Noire überrundet, der für 18,7 Millionen US-Dollar verkauft wurde. Der wie schon beim Sweptail offiziell geheimgehaltene Kaufpreis des in drei Exemplaren angefertigten Boat Tail lag nochmals etwa vier Millionen Dollar höher.

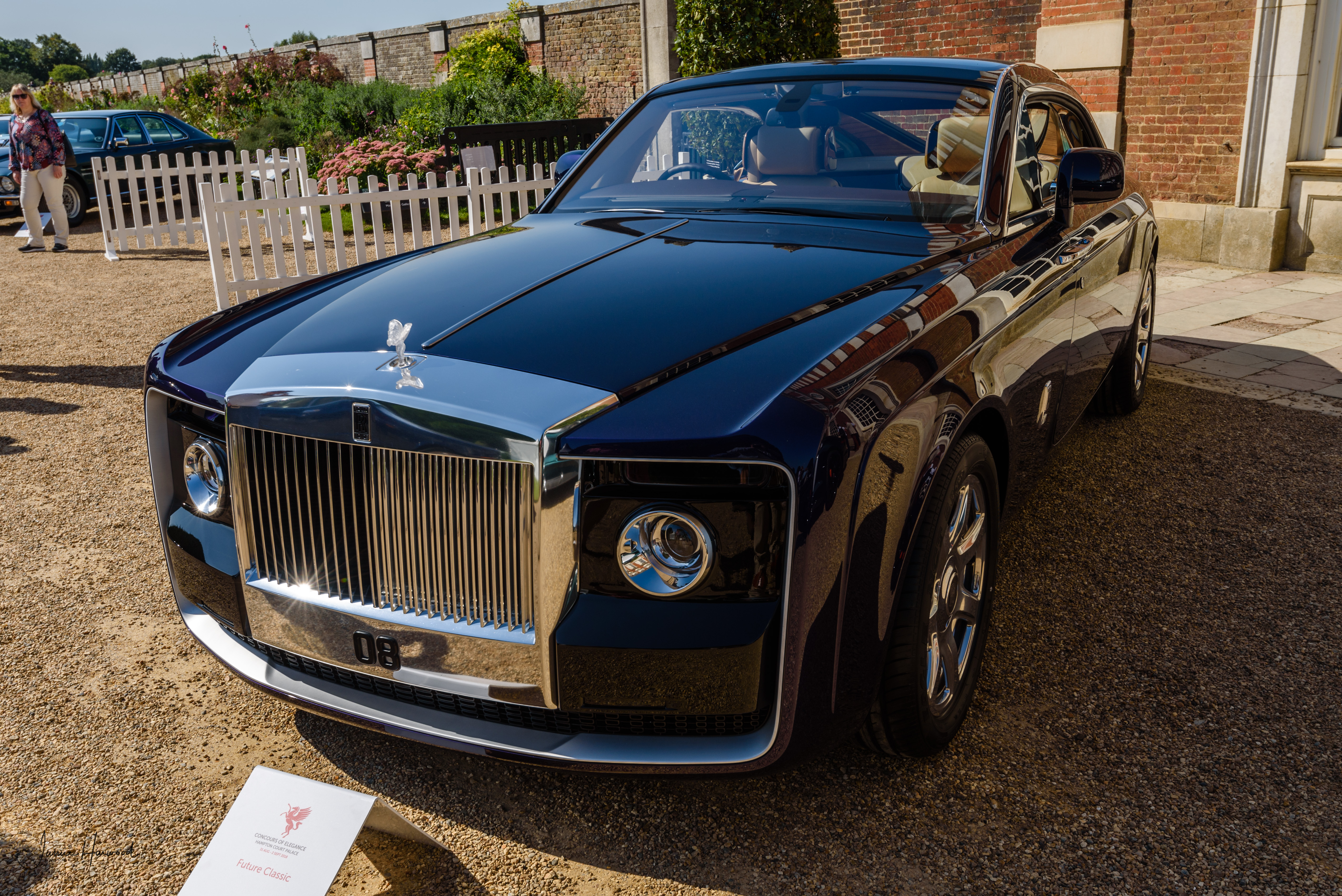
Rolls-Royce Sweptail
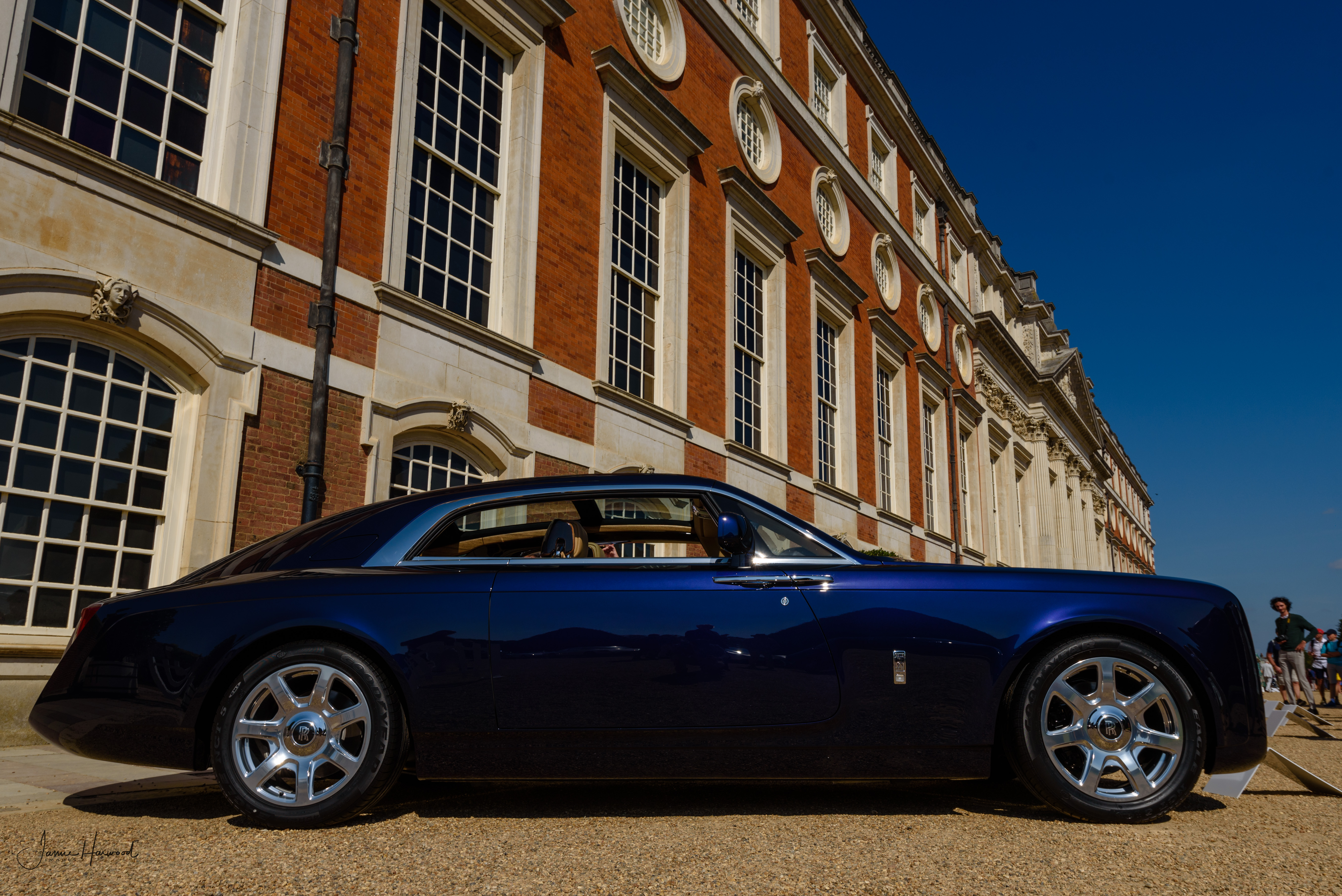
Seitenansicht
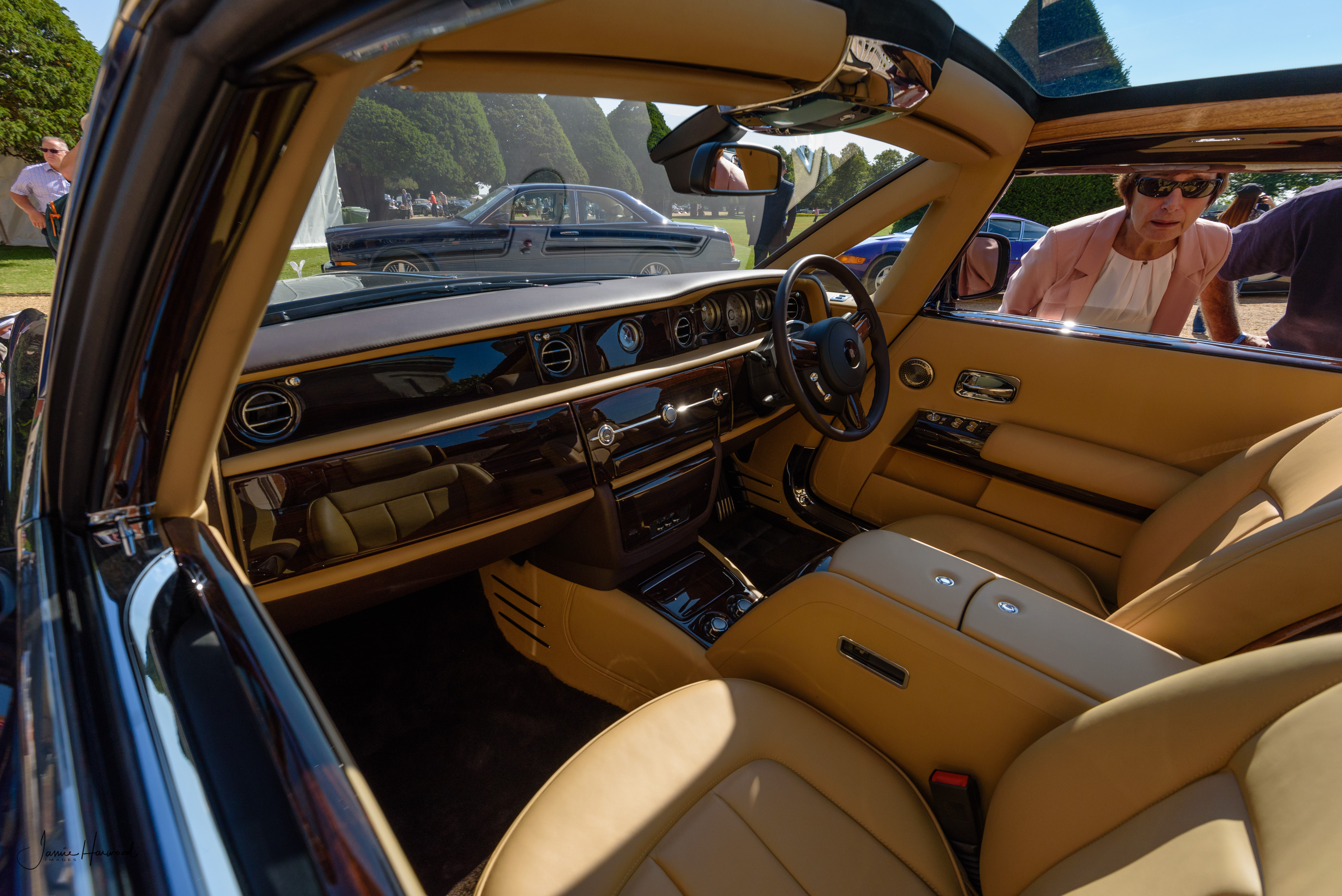
Interieur
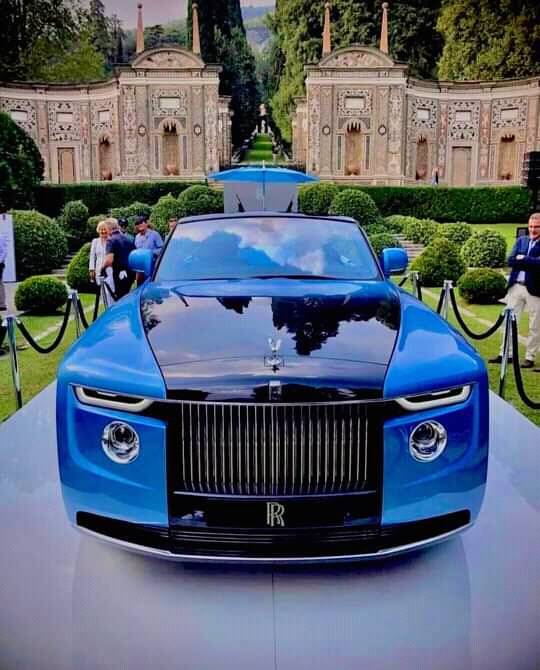
Boat Tail, 2021
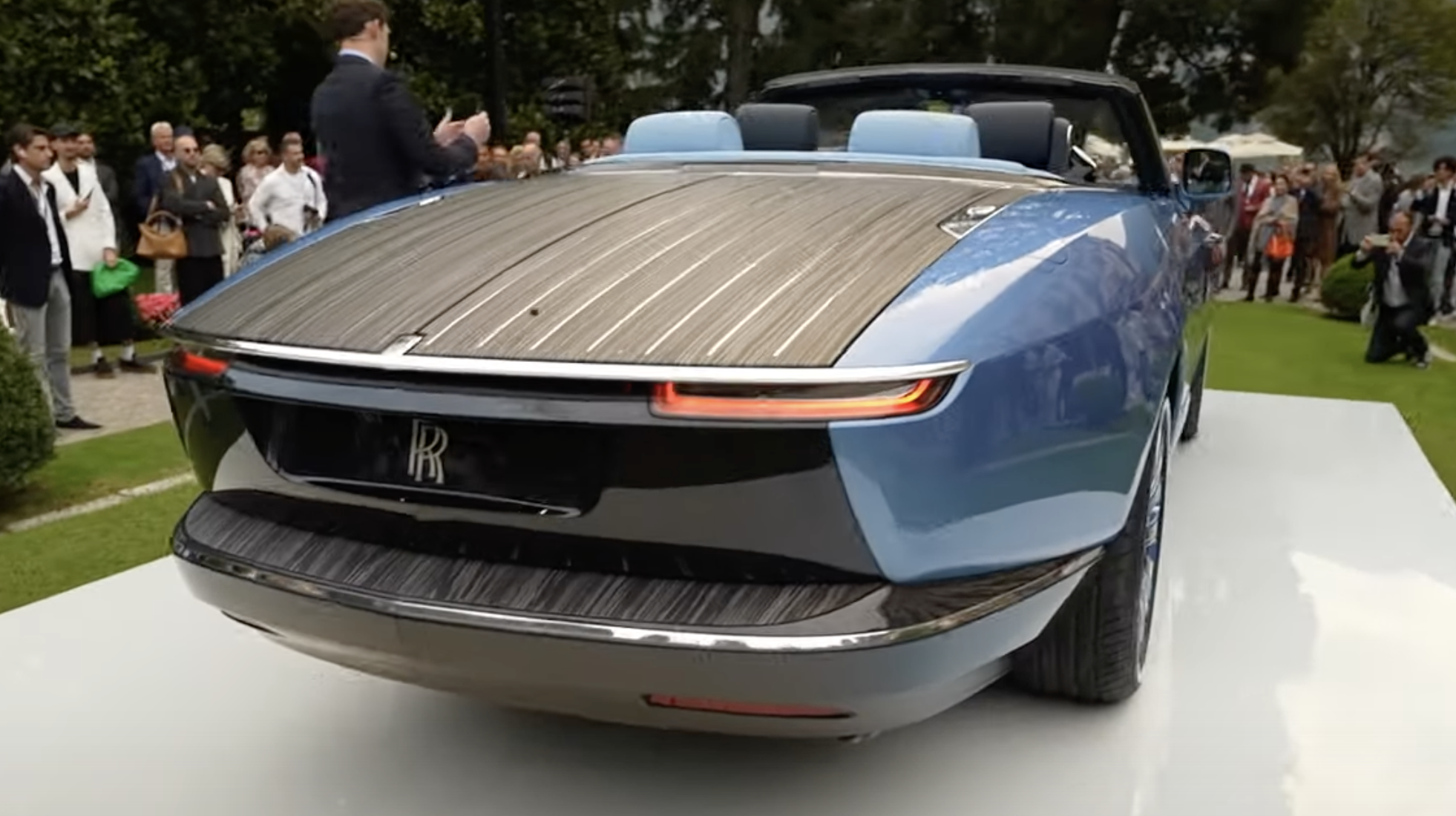
Boat Tail, Heck